# WTA Lee-on-Solent 1973
Il WTA Lee-on-Solent 1973 è stato un torneo di tennis giocato sulla terra rossa. È stata la 1ª edizione del torneo, che fa parte dei Tornei di tennis femminili indipendenti nel 1973. Si è giocato ad Lee-on-Solent in Gran Bretagna dal 15 al 21 maggio 1973.

## Campionesse

### Singolare
Evonne Goolagong ha battuto in finale  Pat Walkden con il punteggio di 6–3, 6–2

### Doppio
Evonne Goolagong /  Janet Young hanno battuto in finale  Jackie Fayter-Hough /  Peggy Michel con il punteggio di 6–1, 6–2